# Шуменско
Шуменско (укр. Шуменське) — болгарська пивна торговельна марка, що належить одному з провідних виробників пива у світі корпорації Carlsberg Group. Торговельна марка та однойменний пивоварний завод названі на честь міста Шумена, у якому розташовано броварню. 

## Історія
Історія Шуменско ведеться від 26 жовтня 1882 року, коли чеський бровар Франц Мілде заснував у Шумені Болгарське пивоварне товариство (болг. «Българско пивоварно дружество»). На початку XX сторіччя підприємство стало одним з провідних виробників пива у країні, отримавши контроль над низкою броварень в інших містах Болгарії. Шуменско пиво стало постійним учасником пивоварних виставок у західній Європі та було нагороджене низкою золотих нагород якості. 
У 1947 році підприємство було націоналізоване, входило до складу державних холдингових компаній з виробництва алкогольних напоїв.  З початком процесів роздержавлення власності підприємство було приватизоване. У 1999 році його власником стала турецька компанія Finmetal, а ще за три роки контроль над підприємством отримав данський пивоварний гігант Carlsberg, яким було проведено модернізацію та розширення виробництва броварні у Шумені.

## Асортимент пива
- Шуменско — світле пиво з вмістом алкоголю 5,0%;
- Шуменско Тъмно — темне пиво з вмістом алкоголю 5,5%; розливається у пляшки 0,5л та 2л, кеги 30л.
- Шуменско Червено — напівтемне «червоне» пиво з вмістом алкоголю 5,1%;
- Шуменско Специално — світле пиво з вмістом алкоголю 4,6%;
- Шуменско Светло — світле пиво з вмістом алкоголю 4,0%;